# Rivalité Nas-Jay-Z
La rivalité entre les deux rappeurs New-Yorkais Nas et Jay-Z a attiré l'attention du public de 2001 à 2005. Due à l'influence et au succès de ces artistes, cette querelle est l'une des plus populaires parmi les rivalités du hip-hop ces dernières années, plus spécialement après les événements du conflit East Coast-West Coast.

## Genèse de la rivalité
La rivalité entre ces légendes du hip-hop est largement considérée comme la plus captivante de ces dernières années. Les racines les plus profondes de ce conflit remontent à 1992 quand Nas et Large Professor se disputent avec Jay-Z et Jaz-O. En 1996, Nas refuse de rechanter les paroles de The World Is Yours pour le refrain du titre de Jay-Z Dead Presidents II ou d'apparaître dans son clip. Toutefois, la relation entre les deux rappeurs demeure pacifique. Jay-Z cite même Nas dans les remerciements de son album Reasonable Doubt. La tension n'atteint pas des sommets de rivalité, jusqu'à la mort de The Notorious B.I.G., célèbre rappeur new yorkais, en mars 1997. La place de « meilleur rappeur de New York » ("King of New York") semble alors vacante après le décès de Biggie, et les fans sont impatients de voir qui va s'emparer du titre.
Jay-Z continue à montrer du respect envers Nas : en 1997, il le nomme dans sa chanson Where I'm From(« Who's the best MCs? Biggie, Jay-Z, and Nas ») et en samplant sa voix dans la chanson Represent sur son titre Rap Game/Crack Game. Cette même année, Jay-Z sort une chanson intitulée The City Is Mine, qui apparaît pour beaucoup de gens comme une prétention envers le trône vacant. L'album d'où vient la chanson, In My Lifetime, Vol. 1 était prévu pour être titré Heir To The Throne, Vol. 1. Nas répond à Jigga avec le morceau We Will Survive sorti en 1999, sur l'album I Am.... Il y rejette le fait que Jay-Z soit considéré comme un sérieux rival à cause de ses prétentions de supériorité et de sa continuelle évocation de l'héritage de Biggie. Dans ce morceau, Nas rappe aussi sur la vie et la mémoire de Notorious B.I.G. mais également celle de 2Pac.

## Memphis Bleek
La rivalité entre Nas et Jay-Z devient ensuite une rivalité entre Nas et le protégé de Jay-Z, Memphis Bleek. Sur son premier album Coming of Age, ce dernier enregistre un morceau nommé Memphis Bleek Is, similaire au concept du single de Nas, Nas Is Like. Sur le même album, Bleek enregistre What You Think of That avec Jay-Z, où on trouve le refrain « I'ma ball 'til I fall/What you think of that? ». En guise de représailles, Nas sort le single de l'album Nastradamus, qui contient la citation « you wanna ball till you fall, I can help you with that / you want beef? I could let a slug melt in your hat », qui est une référence directe et une provocation envers Memphis Bleek. Bleek perçoit cette référence sur Nastradamus comme une provocation. Il provoque alors Nas sur son single lançant son album The Understanding, My Mind Right, en disant « And only a few fit in, your lifestyle's written/So who you supposed to be, play your position ». D'autres morceaux sortis avant 2000 et pouvant avoir de supposées provocations incluent notamment The Message de Nas et Imaginary Player de Jay-Z.

## 2001
En 2001, l'affrontement prend un nouveau virage quand Jay-Z sort The Blueprint dans lequel est inclus Takeover, qui vise directement Nas. Ce dernier réplique avec Ether dans l'album Stillmatic. Dans ce morceau, il sample 2pac (Fuck Jay-Z) et critique Jay-Z sur le fait qu'il utilise de nombreux lyrics de Biggie.

## Fin
Le conflit prend fin lors du concert de Jay-Z, I Declare War, au Madison Square Garden le 27 novembre 2005. Il invite sur scène Nas pour le titre Dead President II. Par la suite Jay-Z fait signer Nas sur Def Jam et collabore à un titre de l'album Hip Hop Is Dead de Nas. En retour, Nas apparaît sur l'album American Gangster.